# Dreifaltigkeitskirche (Toruń)

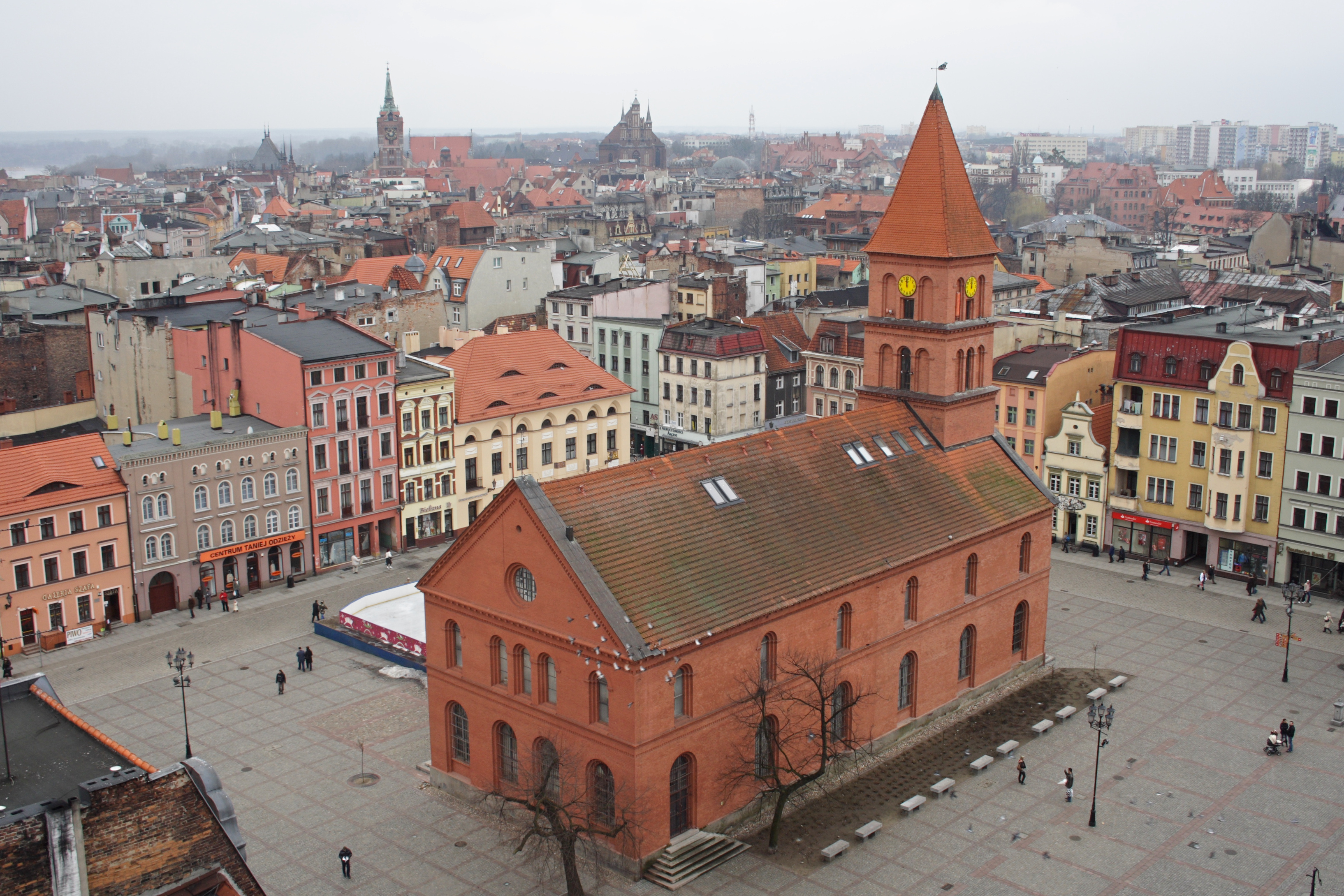
Neustädtischer Markt mit Dreifaltigkeitskirche

Die Dreifaltigkeitskirche (auch Trinitatiskirche, polnisch Kościół św. Trójcy) ist eine profanierte Kirche in Toruń in Polen. Die Kirche steht auf dem Neustädtischen Markt in der Altstadt von Toruń.

## Geschichte

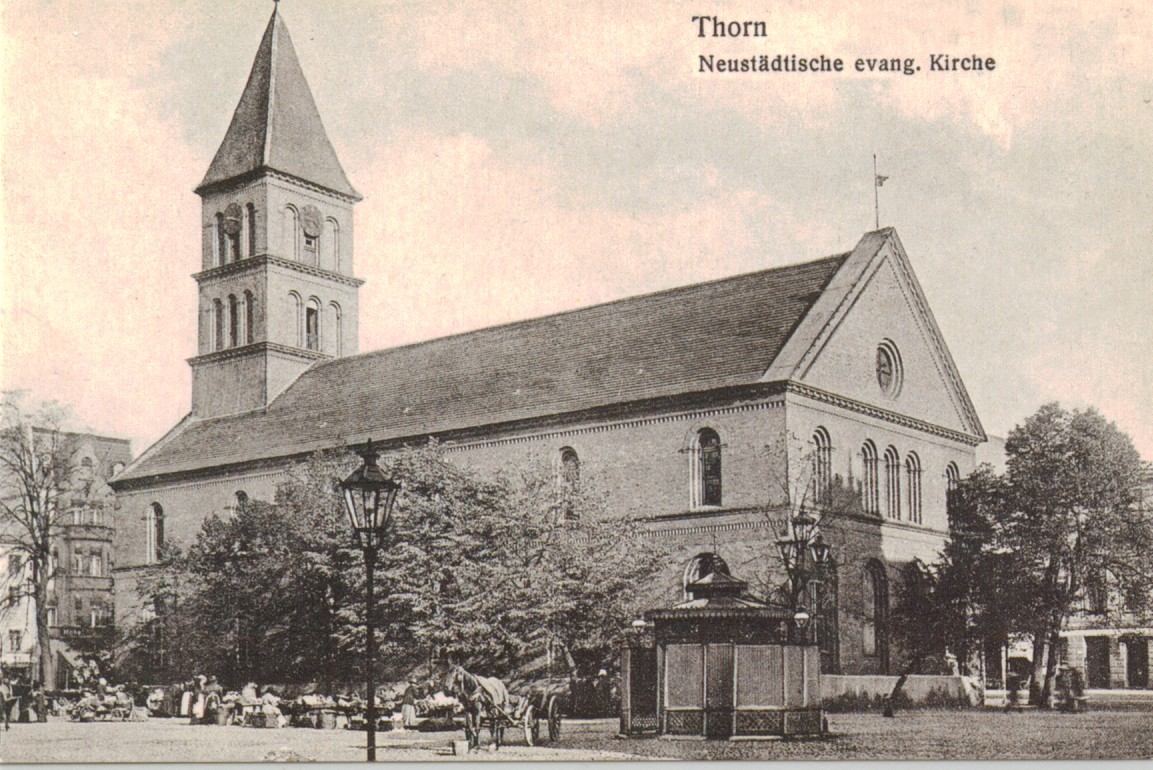
Neustädtische evangelische Kirche, um 1900

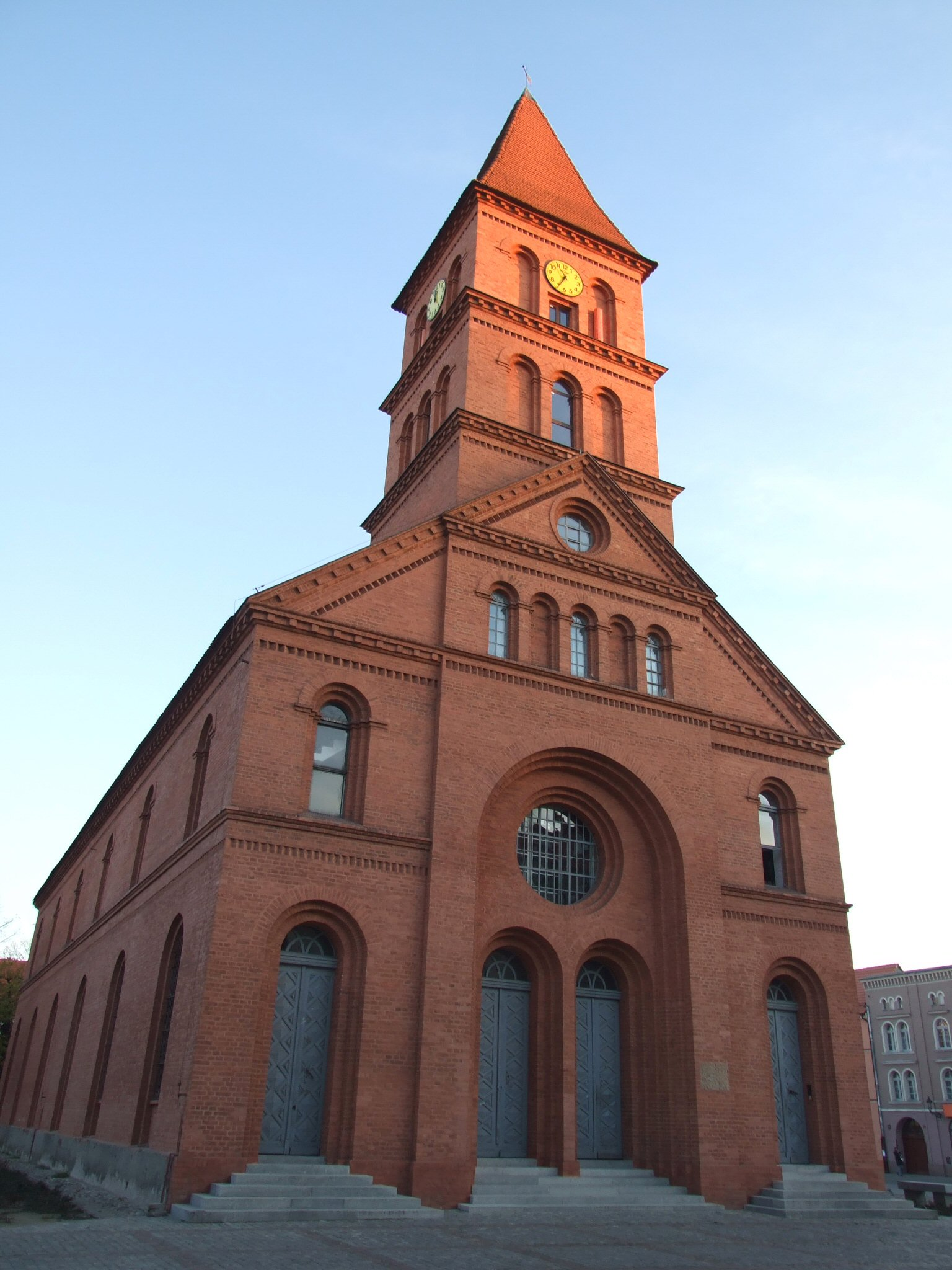
Vorderansicht

1668 wurde das damalige Neustädtische Rathaus in eine Dreifaltigkeitskirche für die evangelisch-lutherische Kirchengemeinde umgewandelt, nachdem deren bisherige St.-Jakobs-Kirche einem katholischen Nonnenkloster übergeben worden war.
1818 wurde dieses Gebäude wegen größerer baulicher Mängel unter der neuen preußischen Kirchenverwaltung abgerissen und durch ein neues Kirchengebäude ersetzt. Dieses wurde 1824 eingeweiht.
Die durch Wiedererstehen Polens nunmehr in Polen gelegenen evangelischen Kirchengemeinden bildeten zu Beginn der 1920er Jahre die Unierte Evangelische Kirche in Polen. 1927 ging die Dreifaltigkeitskirche aus den Händen der Unierten Kirchen an eine orthodoxe Kirchengemeinde über. Seit 1939 wurde das Gebäude als Lagerraum genutzt.
1994 wurde die Kirche restauriert und seitdem für verschiedene kulturelle Zwecke genutzt.

## Architektur
Das Kirchengebäude von 1824 ist der einzige neoromanische Sakralbau in der Stadt. Es ist etwa 40 Meter lang, 16 Meter breit und etwa 25 Meter hoch. Der Turm ist 40 Meter hoch.
Charakteristisch ist der Rundbogenstil des Backsteinbaus.